# N-420
La N-420 és una carretera que, amb 803 quilòmetres, és una de les més llargues d'Espanya i segueix el traçat d'una antiga calçada romana que unia Còrdova amb Tàrraco, l'actual Tarragona. La carretera travessa la península ibèrica des del centre-sud fins al Camp de Tarragona, amb el començament a Montoro (província de Còrdova) i el final a la ciutat de Tarragona. Durant el seu recorregut passa per Andalusia, Castella-la Manxa, el País Valencià, Aragó i Catalunya.

## Traçat

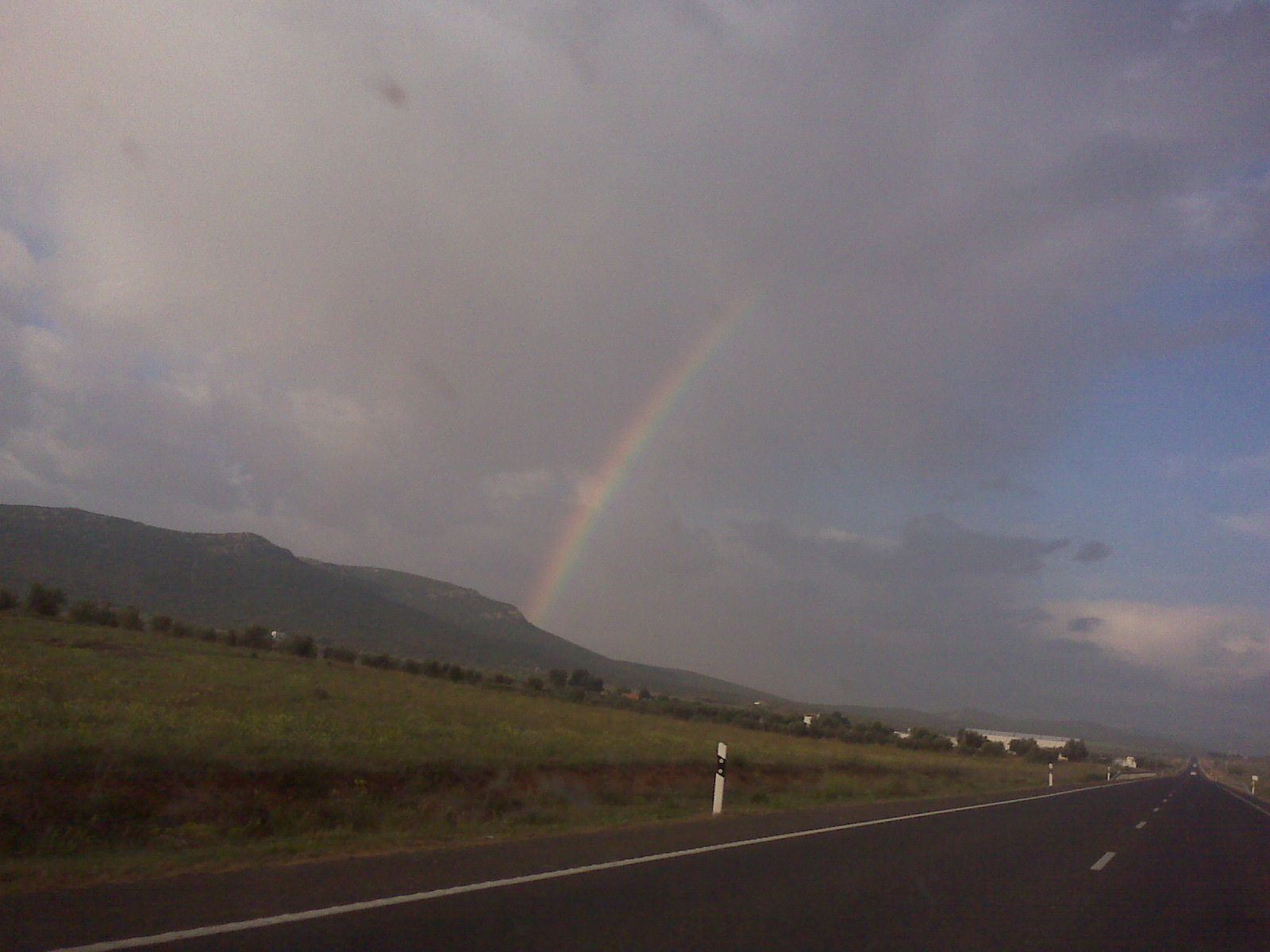
N420 Puerto Lápice - Herencia

Després de sortir de Montoro, la carretera s'endinsa per Sierra Morena fins a Fuencaliente, ja a la província de Ciudad Real. Travessa Brazatortas, Almodóvar del Campo, Puertollano i Argamasilla de Calatrava, entre altres localitats, al Campo de Calatrava. El tram entre Puertollano i Ciudad Real es troba desdoblat en l'A-41. En aquesta darrera ciutat, s'uneix a la N-430 fins a Daimiel, tram també desdoblat com a autovia A-43. Des d'aquí, la carretera agafa la direcció nord-est, que no abandonarà durant molts quilòmetres. A partir de Daimiel i fins a la localitat de Mota del Cuervo, la carretera ha estat transferida a la Junta de Comunitats de Castella - La Manxa.
A la Manxa travessa l'A-4 a Puerto Lápice i la CM-42 a Alcázar de San Juan. Travessa també Campo de Criptana i les vies N-301 i AP-36 a Mota del Cuervo. Aquí inicia el seu camí per diverses localitats de la província de Conca, on enllaça amb l'A-3 a La Almarcha, fins a arribar a Conca. És aquí on canvia de direcció cap al sud-est, tot i que recupera l'anterior a Carboneras de Guadazaón a causa de l'orografia complicada de la Serranía de Cuenca.
Més endavant, s'endinsa al Racó d'Ademús, al País Valencià, i s'uneix a l'N-330, entra a l'Aragó i arriba fins a Terol, on travessa l'A-23. En aquesta ciutat, agafa el seu propi camí cap al nord fins a la rodalia d'Utrillas, on es torna a reunir amb dues carreteres més, l'N-211 fins a Alcanyís i des d'aquí a l'N-232 fins a Valdealgorfa. Des d'aquesta localitat, agafa el camí de Catalunya, on entra per Caseres, a la Terra Alta. Travessa l'Ebre per Móra d'Ebre i acaba el recorregut passant per Reus, on se la coneix com l'autovia T-11, i finalment s'ajunta amb la N-340 a la Rambla Vella de Tarragona.